# 這世界需要傻瓜
《這世界需要傻瓜︰美力台灣3D行動電影車的誕生奇蹟》是一本出版於2016年6月的人物傳記。為台灣3D導演曲全立前半人生的自傳故事，內容同時包含了美力台灣3D行動電影院的創立故事與百工紀錄。

- 2016年獲得臺北市立圖書館好書大家讀第71梯次入選書[5]。